# 海滕里德

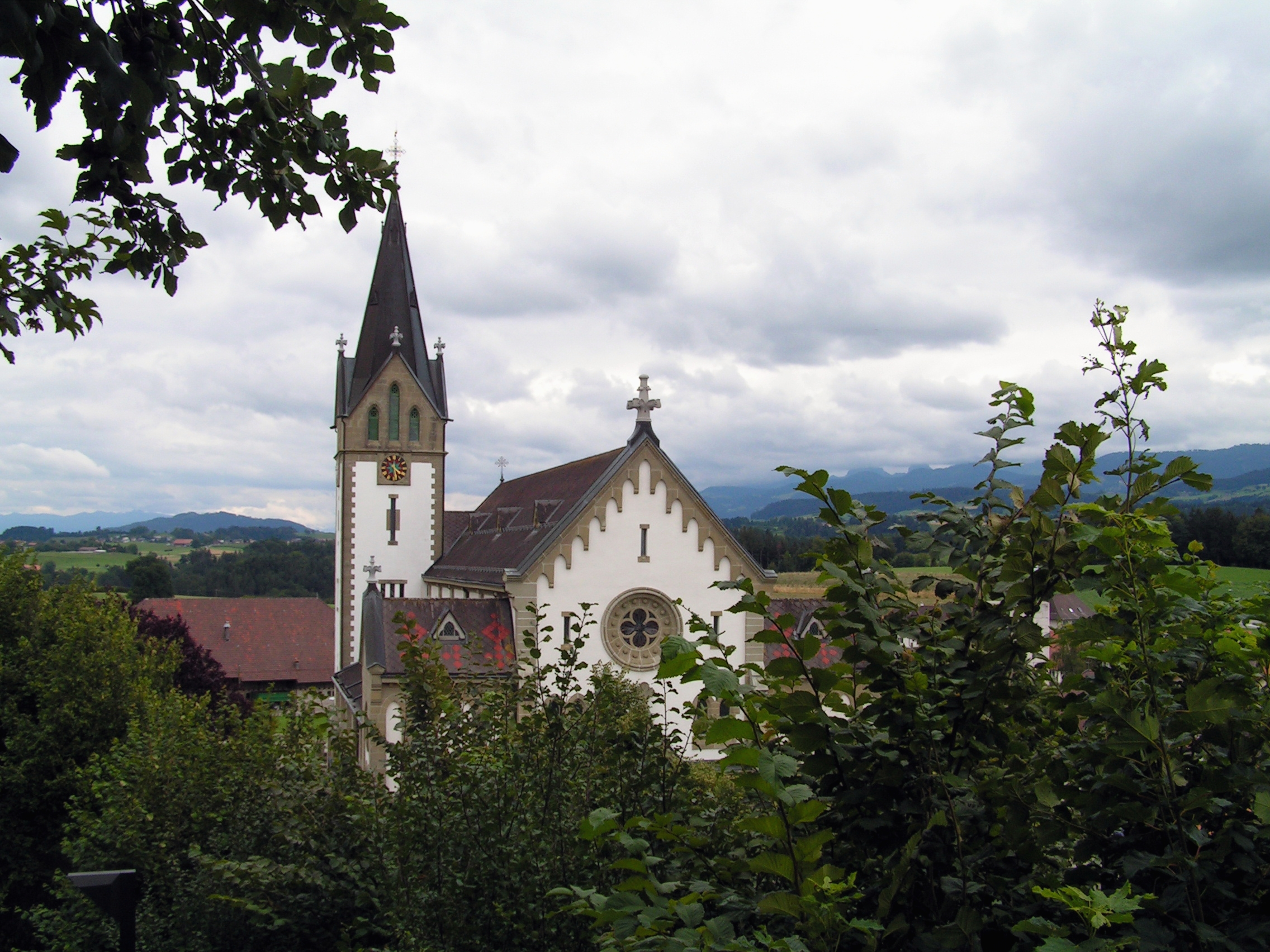

海滕里德是瑞士的城鎮，位於該國西部，由弗里堡州負責管轄，面積9.12平方公里，海拔高度762米，2011年人口1,327，七成人口信奉羅馬天主教，人口密度每平方公里146人。

## 外部連結
- Official website （页面存档备份，存于） （德文）